# Get Carter (2000)
Get Carter is een remakefilm uit 2000. Sylvester Stallone speelt dit keer de hoofdrol: Jack Carter. In het origineel van de film uit 1971 speelde Michael Caine Jack Carter die in deze remake een bijrol heeft. Ook Mickey Rourke had een rol in deze film.

## Verhaal
Jack Carter besluit terug te gaan naar zijn geboorteplaats Seattle als hij hoort dat zijn broer Ritchie is omgekomen bij een auto-ongeluk onder invloed van drank. Jack probeert zijn banden met de weduwe van Ritchie en hun dochter Doreen weer op te pakken en Jack onderzoekt de dood van Ritchie nadat hij erachter kwam dat Richie is vermoord. Terwijl Jack aan het onderzoeken is probeert zijn collega in Las Vegas Jacks uitstapje te verbergen.
Jack zijn eerste stop leidt hem naar Cliff Brumby (Caine), de eigenaar van de club waar Ritchie voor werkte. Brumby gelooft Jacks theorieën over moord niet, maar verwijst hem door naar Cyrus Paice (Rourke). Jack krijgt niet alles uit Paice die op zijn beurt Jack weer doorstuurt naar Jeremy Kinnear (Cumming), een rijke computernerd die gebruikmaakt van Paice' seksclub. Al met al kan Jack niks met de gekregen antwoorden die leiden tot de waarheid. Jack gaat verder met zijn onderzoek door de beveiligingsvideo's van Brumby's club te bekijken en te zoeken naar iets opvallends wat hem verder kan helpen.
Jack ontdekt een sekstape waarin Paice jonge meisjes ontvoert, drogeert en vervolgens verkracht met behulp van Geraldine. Jack bekijkt de film en realiseert zich dat Doreen een van de slachtoffers was. Paice en zijn vrienden namen de tape op zonder dat ze wisten dat Doreen een dochter van Ritchie was. Voor Ritchie stierf gaf hij de Disk aan Geraldine. Ritchie werd vermoord toen hij de disk naar de politie bracht, door Paice met de opzet dat het op een ongeluk zou lijken.
Intussen komt Jack zijn collega naar Seattle als Jack heeft gezegd dat hij klaar is in Las Vegas. Nadat Jack hem en nog iemand buiten westen heeft geslagen vertelt hij aan Doreen over wat was gebeurd.
Nu begint Jack aan een wraakplan om iedereen terug te pakken die iets met Richies dood te maken had. Nadat Jack het lichaam van Geraldine vindt gaat hij gelijk naar Eddie die hij uit zijn appartement van het balkon de dood in gooit. Nadat Jack in Kinnears huis komt vertelt Paice dat Jack achter Kinnear moet aangaan omdat hij de echte man is die achter de dood van Ritchie zit. Dan volgt er een gevecht tussen beide heren waar Jack eerst verliest maar daarna Paice tot pulp slaat. Het gevecht eindigt met Jack die een pistool op Paice richt maar doordat de scène plotseling stopt is het ongezien of Jack wel geschoten heeft.
Dan confronteert Jack Kinnear, die vertelt dat alles wat hij zei tegen Paice, was dat hij alleen de disk terug moest halen van Ritchie, zonder hem te vermoorden. Ook vertelt Kinnear dat het Paice en Brumby waren die de instructies gaven om Ritchie te vermoorden. Carter besluit om Kinnear niet te vermoorden.
Na een telefoontje van Audrey, die met hem breekt, confronteert Carter Brumby, wanneer Brumby inbreekt in zijn auto om de disk te vernietigen. Brumby geeft toe dat hij was betrokken bij de moord en loopt dan weg waarna Carter hem in zijn rug schiet.
Carter besluit nadat hij wraak heeft genomen om uit de criminele wereld te stappen en zo zijn band met Doreen te verbeteren.

## Rolverdeling
| Acteur             | Personage                            |
| ------------------ | ------------------------------------ |
| Sylvester Stallone | Jack Carter                          |
| Mickey Rourke      | Cyrus Paice                          |
| Michael Caine      | Cliff Brumby                         |
| Rhona Mitra        | Geraldine                            |
| Rachael Leigh Cook | Doreen Carter                        |
| Alan Cumming       | Jeremy Kinnear                       |
| Johnny Strong      | Eddie                                |
| Miranda Richardson | Gloria Carter (weduwe van Richie)    |
| John C. McGinley   | Con McCarthy (collega uit Las Vegas) |
| Gretchen Mol       | Audrey                               |